# Alan White (batterista 1972)
Alan White (Lewisham, 26 maggio 1972) è un batterista inglese.
È famoso per essere stato per nove anni membro della band britannica degli Oasis, dove aveva preso il posto, nel 1995, di Tony McCarroll.

## Biografia
Nato nel 1972 a Eltham, distretto di Londra, è il fratello minore di Steve White, batterista degli Style Council e in seguito di Paul Weller e molti altri progetti musicali. Da giovane Alan era soprannominato Dave, a causa della somiglianza con un protagonista di The Winchester, una serie televisiva molto famosa nel Regno Unito durante gli anni settanta.
Nel 1991 entrò a far parte degli Starclub, band Britpop della prima ora fortemente ispirata ai Beatles. Il gruppo prendeva il nome dal famoso Star-Club di Amburgo, dove i Beatles si esibirono nel 1962. Con gli Starclub pubblicò i due 45 giri Let Your Hair Down (1992, Island Records) e Hard to Get (1993, Island Records) e poi l'LP Starclub (1993, Island Records)
Nell'aprile del 1995 entrò a far parte degli Oasis al posto di Tony McCarroll, dopo essere stato raccomandato a Noel Gallagher dall'amico Paul Weller. Questi, infatti, conosceva molto bene le potenzialità di Alan, avendo il fratello Steve nella propria band.
Nel 2004, durante le registrazioni dell'album Don't Believe the Truth, Alan lasciò a sorpresa gli Oasis. Le fonti ufficiali diranno che gli era stato chiesto di lasciare la band. Noel, in seguito, spiegò la scelta dicendo: "È un bravo ragazzo e uno dei migliori batteristi che io abbia mai conosciuto, ma la sua vita è un caos e a un certo punto non ce l'ha più fatta". Al suo posto subentrò Zak Starkey, anche se non come membro ufficiale, batterista degli Who e figlio di Ringo Starr, batterista dei Beatles.

## Vita privata
È stato sposato con la modella Liz Atkins dal 1997 al 2000. L'incontro tra i due avvenne sul set del video di Don't Look Back in Anger. I due si sposarono il 13 agosto 1997, ma divorziarono successivamente.

## Stile
Lo stile di Alan White, fatto di rimbalzi multipli al rullante, ha influenzato l'intera generazione di batteristi nel decennio degli anni '90, divenendo un vero e proprio marchio del Britpop.
La celebre canzone Wonderwall degli Oasis è il brano dove lo stile di White risalta in modo particolarmente rilevante.

## Discografia

### Con gli Starclub
Album
- 1992 - Starclub

Singoli ed EP
- 1992 - Let Your Hair Down
- 1992 - Hard To Get
- 1992 - Starclub

### Con gli Oasis
- 1995 - (What's the Story) Morning Glory?
- 1997 - Be Here Now
- 2002 - Heathen Chemistry
- 2003 - The Ultimate Homecoming Triumph
- 2003 - Our Generation
- 2021 - Knebworth 1996

### Con i Dr. Robert
- 1996 - Realms Of Gold

### Con gli Idha
Album
- 1997 - Troublemaker

Singoli ed EP
- 1997 - Sweet September Rain
- 1997 - Sorry Sorry
- 1997 - Just Moved In
- 1997 - Still Alive